# Pic de Nore
Der Pic de Nore ist mit einer Höhe von 1211 m der höchste Gipfel in der Gebirgsgruppe Montagne Noire, einem südlichen Ausläufer des Zentralmassivs. Er liegt in der Gemeinde Pradelles-Cabardès im Département Aude in Südfrankreich. An seinen Hängen entspringen die Flüsse Arnette und Clamoux und er ist damit Teil der europäischen Wasserscheide zwischen dem Atlantik und dem Mittelmeer.
Über den Gipfel führt die D87 von Pradelles-Cabardès nach Mazamet. Auf der Straße über den Berg werden regelmäßig Radrennen ausgetragen.
Direkt auf dem Gipfel befindet sich ein Rundfunksender.
Der französische Fernwanderweg GR 36 führt direkt über den Gipfel. 